# Adolphe-Jean II de Palatinat-Deux-Ponts-Cleebourg
Adolphe-Jean II de Palatinat-Deux-Ponts-Cleebourg (allemand: Adolf Johann II. von Pfalz-Zweibrücken-Kleeburg) (né le 21 août 1666 - 27 avril 1701) fut comte palatin et seigneur de Cleebourg de 1689 à 1701.

## Biographie
Adolphe-Jean II naît à Bergzabern en 1666, il est l'aîné des fils survivants d'Adolphe-Jean de Palatinat-Deux-Ponts-Cleebourg et de sa seconde épouse Elsa Elisabeth Brahe. À ce titre il succède à son père en 1689. Adolphe-Jean, qui réside généralement en Suède, meurt en 1701 au Château de Laiuse en Estonie, et il est inhumé à Stockholm. Il ne s'était pas marié et n'avait pas d'enfant : c'est son frère cadet Gustave Samuel Léopold qui lui succède.